# Richard Kenneth Guy
Richard Kenneth Guy (Nuneaton, Warwickshire, 30 de setembro de 1916 — 9 de março de 2020) foi um matemático britânico. Era professor emérito da Universidade de Calgary. Ele é conhecido por seu trabalho em teoria dos números, geometria, matemática recreativa, combinatória e teoria dos gráficos. Ele é mais conhecido pela co-autoria (com John Conway e Elwyn Berlekamp) de Winning Ways for your Mathematical Plays e autoria de Unsolved Problems in Number Theory. Ele publicou mais de 300 artigos acadêmicos. Guy propôs a parcialmente irônica "lei forte dos pequenos números", que diz que não há números inteiros pequenos suficientes disponíveis para as muitas tarefas atribuídas a eles - explicando assim muitas coincidências e padrões encontrados entre várias culturas.

## Matemática
Enquanto lecionava em Cingapura em 1960, Guy conheceu o matemático húngaro Paul Erdős. Erdős era conhecido por colocar e resolver problemas matemáticos difíceis e compartilhou vários deles com Guy. Guy recordou mais tarde "Fiz algum progresso em cada um deles. Isso me encorajou, e comecei a pensar em mim mesmo como possivelmente sendo algo como um matemático pesquisador, o que eu não tinha feito antes". Eventualmente, ele escreveu quatro artigos com Erdős, dando-lhe um número Erdős de 1, e resolveu um dos problemas de Erdős. Guy ficou intrigado com problemas não resolvidos e escreveu dois livros dedicados a eles. Muitos teóricos dos números começaram tentando resolver problemas com o livro de Guy, Unsolved problems in number theory.
Guy se descreveu como um matemático amador, embora seu trabalho fosse amplamente respeitado por profissionais. Em uma carreira que se estende por oito décadas, ele escreveu ou foi coautor de mais de uma dúzia de livros e colaborou com alguns dos mais importantes matemáticos do século XX. Paul Erdős, John H. Conway, Donald Knuth, e Martin Gardner estavam entre seus colaboradores, assim como Elwyn Berlekamp, John L. Selfridge, Kenneth Falconer, Frank Harary, Lee Sallows, Gerhard Ringel, Béla Bollobás, C. B. Lacampagne, Bruce Sagan, e Neil Sloane.

Ao longo de sua carreira, Guy publicou mais de 100 artigos de pesquisa em matemática, incluindo quatro com Erdős.

Eu amo tanto matemática, e amo qualquer pessoa que saiba fazer isso bem, então eu apenas gosto de persistir e tentar copiá-los da melhor forma que posso, mesmo que eu não esteja realmente em sua liga.

– R. K. Guy
Guy foi influente no campo da matemática recreativa. Ele colaborou com Berlekamp e Conway em dois volumes de Winning Ways, que Martin Gardner descreveu em 1998 como "a maior contribuição para a matemática recreativa neste século". Guy foi considerado brevemente como um substituto de Gardner quando este se aposentou da coluna de Jogos Matemáticos da Scientific American. Guy conduziu uma extensa pesquisa sobre o Jogo da Vida de Conway e, em 1970, descobriu o planador do jogo. Por volta de 1968, Guy descobriu um poliedro instável com 19 faces; nenhum construto com menos faces foi encontrado até 2012. Em 2016, Guy ainda estava ativo na realização de trabalhos matemáticos. Para marcar seu 100º aniversário, amigos e colegas organizaram uma celebração de sua vida e uma música e um vídeo de tributo foram lançados por Gathering 4 Gardner.
Guy foi um dos diretores originais da Number Theory Foundation e desempenhou um papel ativo no apoio aos esforços deles para "promover um espírito de cooperação e boa vontade entre a família dos teóricos dos números" por mais de vinte anos.

## Publicações selecionadas

### Livros
- 1975 (com John Conway) Optimal coverings of the square, North-Holland, Amsterdam, OCLC No.: 897757276.
- 1976 Packing [1, n] with solutions of ax + by = cz — the unity of combinatorics Atti dei Conv. Lincei, 17, Tomo II, 173–179
- 1981 Unsolved problems in number theory, Springer-Verlag in New York, ISBN 0-387-90593-6
- 1982 Sets of integers whose subsets have distinct sums, North-Holland, OCLC No.: 897757256.
- 1982 (com Elwyn Berlekamp e John H. Conway) Winning Ways for your Mathematical Plays, Academic Press, ISBN 0120911507.
- 1985/86 (com John Conway, Elwyn Berlekamp): Gewinnen, Braunschweig, 4 Volumes, ISBN 3528085312, ISBN 3528085320, ISBN 3528085339, ISBN 3528085347 (inglês Original: Winning Ways for your Mathematical Plays., 2 Volumes, ISBN 0120911019, ISBN 0120911027).
- 1987 Six phases for the eight-lambdas and eight-deltas configurations, North-Holland, OCLC No.: 897693235.
- 1989 Fair game how to play impartial combinatorial games, COMAP - Arlington, ISBN 0912843160.
- 1991 Graphs and the strong law of small numbers, Wiley, OCLC Number: 897682607.
- 1994 (com Hallard T. Croft e Kenneth John Falconer) Unsolved problems in geometry, Springer-Verlag, ISBN 0387975063.
- 1996 (com John H. Conway) The book of numbers, Copernicus, ISBN 9780387979939.
- 1997 (com John Conway): Zahlenzauber - von natürlichen, imaginären und sonstigen Zahlen, Birkhäuser Verlag, ISBN 3764352442 (original em inglês: The Book of Numbers, Nova Iorque 1996, ISBN 038797993X).
- 2002 (com Paul Vaderlind e Loren C. Larson) The inquisitive problem solver, Mathematical Association of America, ISBN 0883858061.
- 2020 (com Ezra A. Brown) The Unity of Combinatorics, Mathematical Association of America, ISBN 978-1-4704-5279-7

### Artigos
- Guy, R. K.; Smith, Cedric A. B. (1956). «The G-values of various games». Math. Proc. Camb. Philos. Soc. 52 (3): 514–526. Bibcode:1956PCPS...52..514G. doi:10.1017/S0305004100031509
- Guy, R. K. (1958). «Two theorems on partitions». Math. Gazette. 42 (340): 84–86. JSTOR 3609388. doi:10.2307/3609388
- Guy, R. K.; Harary, Frank (1967). «On the Mobius ladders». Can. Math. Bull. 10 (4): 493–496. doi:10.4153/CMB-1967-046-4
- Bremner, Andrew; Goggins, Joseph R.; Guy, Michael J. T.; Guy, R. K. (2000). «On rational Morley triangles». Acta Arith. 93 (2): 177–187. doi:10.4064/aa-93-2-177-187
- Sallows, Lee; Guy, R. K.; Gardner, Martin; Knuth, Donald (1992). «New pathways in serial isogons». Math. Intell. 14 (2): 55–67. doi:10.1007/BF03025216
- Guy, R. K. (1967). «A coarseness conjecture of Erdös». J. Comb. Theory. 3: 38–42. doi:10.1016/S0021-9800(67)80014-0
- Guy, R. K.; Kelly, Patrick A. (1968). «The no-three-in-line problem». Can. Math. Bull. 11 (4): 527–531. doi:10.4153/CMB-1968-062-3
- Guy, R. K.; Jenkyns, Tom; Schaer, Jonathan (1968). «The toroidal crossing number of the complete graph». J. Comb. Theory. 4 (4): 376–390. doi:10.1016/S0021-9800(68)80063-8
- Guy, R. K. (1969). «A many-facetted problem of zarankiewicz». The Many Facets of Graph theory. Col: Lecture Notes in Mathematics. 110. [S.l.: s.n.] pp. 129–148. ISBN 978-3-540-04629-5. doi:10.1007/BFb0060112
- Guy, R. K.; Jenkyns, Tom (1969). «The toroidal crossing number of K(m,n)». J. Comb. Theory. 6 (3): 236–250. doi:10.1016/S0021-9800(69)80084-0
- Guy, R. K. (1970). «Latest results on crossing numbers». Recent Trends in Graph Theory. Col: Lecture Notes in Mathematics. 186. [S.l.: s.n.] pp. 143–156. ISBN 978-3-540-05386-6. doi:10.1007/BFb0059432
- Guy, R. K. (1972). «The slimming number and genus of graphs». Can. Math. Bull. 15 (2): 195–200. doi:10.4153/CMB-1972-035-8
- Guy, R. K. (1972). «Crossing numbers of graphs». Graph Theory and applications. Col: Lecture Notes in Mathematics. 303. [S.l.: s.n.] pp. 111–124. ISBN 978-3-540-06096-3. doi:10.1007/BFb0067363
- Guy, R. K.; Selfridge, J. L. (1975). «What drives an aliquot sequence?». Math. Comput. 29 (129): 101–107. doi:10.1090/S0025-5718-1975-0384669-X
- Guy, R. K.; Ringel, Gerhard (1976). «Triangular embedding of Kn – K6». J. Comb. Theory B. 21 (2): 140–145. doi:10.1016/0095-8956(76)90054-X
- Béla Bollobás, R. K. Guy (1983). «Equitable and proportional coloring of trees». J. Comb. Theory B. 34 (2): 177–186. doi:10.1016/0095-8956(83)90017-5
- Guy, R. K.; Selfridge, J. L. (1980). «Corrigendum to 'What drives an aliquot sequence?'». Math. Comput. 34 (149): 319–321. doi:10.1090/S0025-5718-1980-0551309-8
- Guy, R. K. (1983). «Conway's prime producing machine». Math. Mag. 56 (1): 26–33. JSTOR 2690263. doi:10.2307/2690263
- Guy, R. K.; Lacampagne, C. B.; Selfridge, J. L. (1987). «Primes at a glance». Math. Comput. 48 (177): 183–202. doi:10.1090/S0025-5718-1987-0866108-3
- Guy, R. K. (1988). «The strong law of small numbers». Am. Math. Mon. 95 (8): 697–712. JSTOR 2322249. doi:10.2307/2322249
- Bremner, Andrew; Guy, R. K. (1988). «A dozen difficult diophantine dilemmas». Am. Math. Mon. 95 (1): 31–36. JSTOR 2323442. doi:10.2307/2323442
- Guy, R. K. (1990). «The second strong law of small numbers». Am. Math. Mon. 63 (1): 3–20. JSTOR 2691503. doi:10.2307/2691503
- Bremner, Andrew; Guy, R. K. (1992). «Nu-configurations in tiling the square». Math. Comput. 59 (199): 195–202. Bibcode:1992MaCom..59..195B. doi:10.1090/S0025-5718-1992-1134716-2
- Guy, R. K.; Krattenthaler, C.; Sagan, Bruce E. (1992). «Lattice paths, reflections, and dimension-changing bijections». Ars Combinatoria. 34. 15 páginas. CiteSeerX 10.1.1.32.294
- Bremner, Andrew; Guy, R. K.; Nowakowski, Richard J. (1993). «Which integers are representable as the product of the sum of three integers with the sum of their reciprocals?». Math. Comput. 61 (203): 117–130. Bibcode:1993MaCom..61..117B. doi:10.1090/S0025-5718-1993-1189516-5
- Guy, R. K. (1994). «Every number is expressible as the sum of how many polygonal numbers?». Am. Math. Mon. 101 (2): 169–72. JSTOR 2324367. doi:10.2307/2324367
- Guy, R. K.; Nowakowski, Richard (1995). «Coin-Weighing Problems». Am. Math. Mon. 102 (2): 164–167. JSTOR 2975353. doi:10.2307/2975353
- Guy, R. K. (2000). «Catwalks, sandsteps and pascal pyramids». J. Integer Seq. 3: 00.1.6. Bibcode:2000JIntS...3...16G
- Conway, John H.; Guy, R. K.; Schneeberger, W. A.; Sloane, N. J. A. (1996–1997). «The primary pretenders». Acta Arith. 78 (4): 307–313. doi:10.4064/aa-78-4-307-313